# Manifestations contre la vie chère en 2024
Les manifestations contre la vie chère, en Martinique en 2024, s'opposent aux prix des produits provenant de France métropolitaine, qui sont plus élevés.

## Déroulement

### Martinique
Portée par le collectif Rassemblement pour la Protection des Peuples et des Ressources Afro Caribéennes (RPPRAC) dirigé par Rodrigue Petitot, la contestation gonfle sur les réseaux sociaux à la fin de l'été 2024 avant de gagner la rue en septembre.
Le jeudi 10 octobre 2024, l'aéroport international de Martinique-Aimé-Césaire, dans la commune du Lamentin, est envahi par une cinquantaine de personnes, avant d'être fermé, annonce la préfecture.
Le lundi 14 octobre, le rappeur Kalash demande à être reçu au palais de l'Élysée, en compagnie de son avocat, Me Eddy Arneton pour parler au conseiller outre-mer François de Kerever sur la situation en Martinique. Kalash souhaite « amener la Martinique vers un apaisement et une avancée des négociations ». L'entretien est rendu possible grâce à l'intervention de Brigitte Macron.

## Bilan humain
Le jeudi 10 octobre 2024, à 3 h du matin, un homme est tué par arme à feu sur le parking d’un centre commercial au Robert. La jeune victime a été tuée lors d'un différend entre pilleurs pour le partage du butin. Selon la préfecture, alors que les gendarmes se rendaient au centre commercial pour intervenir en raison des pillages en cours, ils ont découvert l’individu blessé et ont tenté de le réanimer. L’homme est finalement déclaré décédé au Centre hospitalier universitaire de Martinique,. 
Dans la soirée du vendredi 11 octobre 2024, un motard et son passager perdent la vie dans un accident sur l'autoroute au niveau du pont Châteaubœuf à Fort-de-France. Le deux-roues, qui roulait a contresens, serait entré en collision avec une voiture. À l'arrivée des secours, les victimes âgées d'une trentaine d’années, sont en arrêt cardio-respiratoire. Leurs décès sont déclarés sur place. L'accident est intervenu alors qu'un couvre-feu était instauré en Martinique entre 21 h et 5 h,. 